# Quartiere ICP Regina Elena
Il quartiere Regina Elena, ora quartiere Mazzini, è un complesso di edilizia residenziale pubblica di Milano e il più esteso dei quartieri popolari realizzati fra le due guerre dall'Istituto Case Popolari (ICP) di Milano; è disposto su quattro isolati di forma trapezoidale e sorge alla periferia sud-est della città nei pressi del piazzale G.Rosa. 

## Storia
Fu realizzato fra il 1925 e il 1928 sotto la direzione tecnica dell'architetto Giovanni Broglio (1874-1956). Intitolato alla regina d'Italia Elena del Montenegro, moglie di Vittorio Emanuele III, ma la denominazione fu cambiata in Mazzini dopo la seconda guerra mondiale.